# Moneda de cinco céntimos de euro
Las monedas de 5 céntimos de euro son de acero recubierto de cobre. Tienen un diámetro de 21,25 mm, un grosor de 1,67 mm y un peso de 3,92 gramos. Su borde es liso. Todas las monedas tienen una cara común y una cara nacional específica de cada país.